# Лундсбрунн
Лундсбрунн (швед. Lundsbrunn) — населённый пункт в Швеции, расположенный в коммуне Йётене, лен Вестра-Гёталанд. Находится в 12 километрах к северу от города Скара. По данным переписи 2021 года, население Лундсбрунна составляло 901 человека. Город известен как водный курорт.

## Географическое положение
Он находится на западе Швеции, на территории коммуны Йётене, лена Вестра-Гёталанд. Лундсбрунн расположен в двенадцати километрах к северу от города Скара, в десяти километрах от озера Венерн и менее чем в километре от леса Скогсберг.

## История
Лундсбрунн является старинным водным курортом Швеции. В 1724 году минеральный источник города впервые был упомянут в письменных документах, как целебный. В последующие десятилетия здесь создавалась курортно-оздоровительная инфраструктура, а с 1785 года врачи начали практиковать лечение на местных целебных водах. 
С начала XIX столетия здесь были построены санатории, купальные салоны и гостиницы. На XIX век приходится расцвет Лундсбрунна, потому что тогда он стал быстро развивающимся курортом. Однако, после Первой мировой войны город резко потерял популярность.
В 1950-е годы курортное хозяйство Лундсбрунна находилось на грани разорения, однако с 1970-х годов это место вновь стало популярным. В настоящее время сфера услуг в городе специализируется на трёх направлениях: проведении конференций, гидротерапии и игре в гольф.

## Достопримечательности
К достопримечательностям Лундсбрунна относятся старые санатории и купальни, построенные в XVIII и XIX веках. В первую очередь, здание госпиталя для бедных под названием Jacquette du Rietz stiftelse, построенное в стиле классицизм архитектором Карлом Магнусом Пипером в 1817 году.
Лундсбрунн также является конечным пунктом исторической железной дороги «Скара-Лундсбрунн», по которой в летний сезон (с конца июня до начала сентября) ходят паровозы с составами из пассажирских вагонов начала XX века. Сейчас эта железная дорога является музеем.

## Галерея

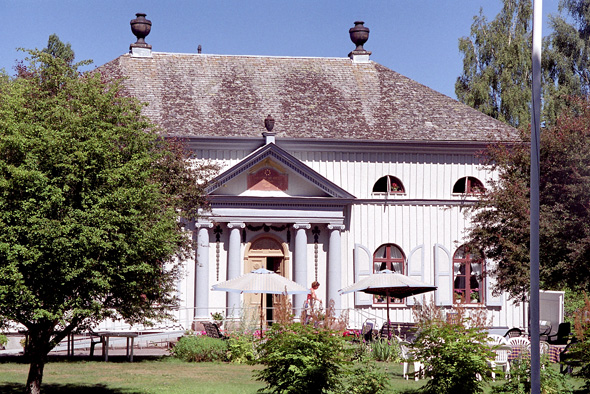
Госпиталь Jacquette du Rietz stiftelse
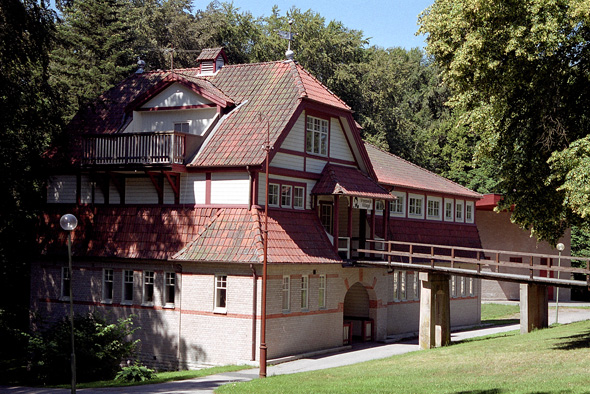
Купальный дом